# Salomo publishing
Salomo publishing ist ein deutscher Buchverlag mit Sitz in Dresden, Freistaat Sachsen. Er wurde 2009 von Katharina Salomo gegründet und ist seitdem ein inhabergeführtes Unternehmen.

## Verlagsprofil
Der Verlag veröffentlicht zu drei Schwerpunktthemen. Das erfolgt seit 2009 unter den Labels „salomo publishing“ sowie „Dresdner Buchverlag“ und seit 2011 unter „Zwiebock“.

## Labels
salomo publishing: Unter diesem Label werden hochwertige Romane herausgebracht.
Autoren (Auswahl): Michael Braun Alexander, Mark Bredemayer, Francis Mohr, Jens-Uwe Sommerschuh
Dresdner Buchverlag: Unter diesem Label erscheinen Titel, die sich mit der sächsischen Geschichte und regionalen Themen befassen.
Autoren (Auswahl): Hans-Joachim Böttcher, Mario Sempf
Zwiebock: Dieses Label dient zur Veröffentlichung von Kurzprosa, Poetischem, Frechem oder Ungewöhnlichem.
Autoren (Auswahl): Kaddi Cutz, Frank Goldammer, Ulf Großmann, Thomas J. Hauck, Lars Hizing, Ahmad Mesgarha, Francis Mohr, Jens-Uwe Sommerschuh, Giesela Zies